# 建築物環境衛生管理技術者
建築物環境衛生管理技術者（けんちくぶつかんきょうえいせいかんりぎじゅつしゃ）とは、建築物の環境衛生の維持管理に関する国家資格である。
建築物における衛生的環境の確保に関する法律（建築物衛生法）に基づいて、面積3000m2以上（学校については8000m2以上）の特定建築物において選任義務がある。また、資格の保有者は同法に基づく登録事業者の人的要件となることもできる。
厚生労働大臣の指定を受けた日本建築衛生管理教育センターが行う国家試験に合格、または、建築物環境衛生管理技術者講習を修了した者に対し免状が交付される。

## 概要

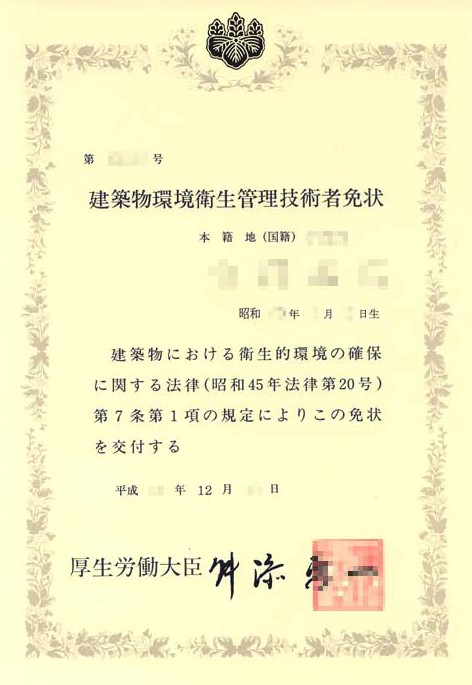
建築物環境衛生管理技術者免状

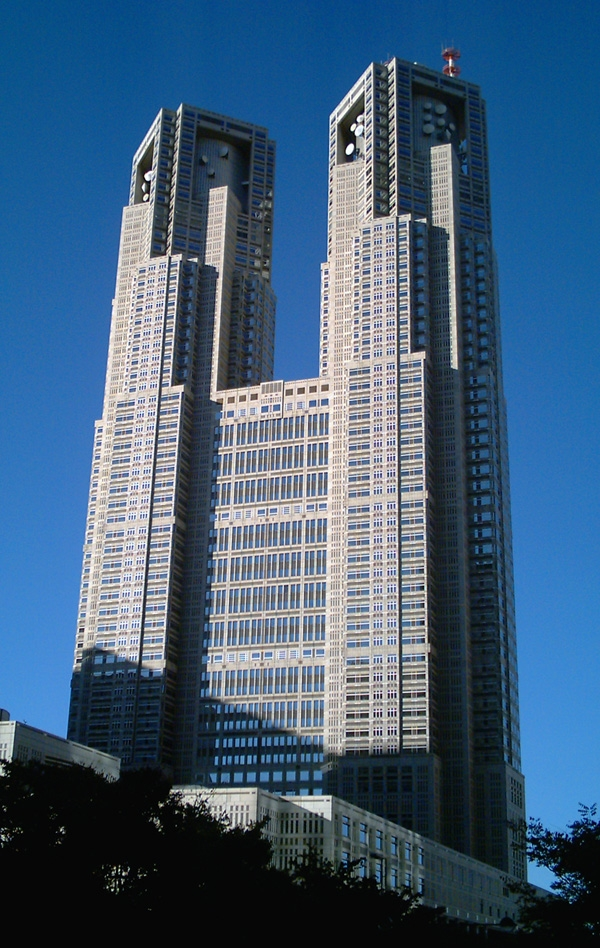
超高層ビルの例（東京都庁）

通称「ビル管（ビル管理技術者、ビル管理士）」、「管理技術者」などと呼ばれる資格で、特定建築物の維持管理に関し所有者（ビルオーナー）や占有者（テナント等）などに対し意見を述べる権限及びその意見の尊重義務が法律で定められている。選任建物における維持管理に関する法的な責任者としての職務を遂行する。
具体的には、建築構造、建築設備、室内環境・衛生（照明や騒音環境を含む）、給・排水、清掃、害虫・ねずみ防除、廃棄物などといったビル管理に関する幅広い知識と管理監督能力が要求される。

### 選任義務
面積3000m2以上（学校は8000m2以上）の特定建築物において選任義務があり、超高層ビル、大・中規模オフィスビル、ホテル、商業施設、ホール、大学、図書館、博物館、美術館等（医療法により管理されている病院、診療所等は除かれる）の大規模・中規模建築物において選任されている。近年における大規模建築物の機能や収容人員は小都市にも匹敵し、その管理技術には建築物環境衛生管理技術者のような専門知識のある資格者が必要となっている。

### 登録事業者の人的要件
建築物衛生法第12条の2に基づく建築物環境衛生総合管理業、建築物清掃業、建築物空気環境測定業などの知事の登録事業者に必要な人的要件（指導者、実施者等）として、本資格の保有者が定められている。
この登録制度は事業者の資質向上を目的とした制度で、一定要件を満たした事業所のみに認められる。庁舎の清掃・管理業務の入札参加資格において、この登録が要件となっている場合が多い。

### その他
- 本資格の保有者は、ビルマネジメント業・ビルメンテナンス業の責任者、責任者候補、また、建築物を所有する企業の管財部門、総務部門の管理職等が多く、本資格を昇進の条件にしている企業もある。
- ビルメンテナンス業においては、手当を出すなど資格者を優遇している場合が多く、求人も多くなっている。
- 免状更新の制度はないものの、選任者については地域の監督行政機関が定期的に実施するビル衛生管理に関する実務講習を受講することになる（受講は任意だが立入検査の際、指導を受けることがある）[2]。
- 職業訓練指導員の受験資格及び受験科目の一部免除が得られる。
- 「ビル設備管理技能士」は別の資格（→ 技能士を参照）。
- 平成21年度までの講習受講者と試験合格者の延べ人数は、講習受講者が64,666名（全体の約63.4％）、試験合格者が37,391名（全体の約36.6％）となっている[3]。

## 主な業務内容

### 建築物環境衛生管理技術者の職務と役割
管理技術者の職務は、特定建築物の環境衛生上の維持管理に関する業務を全般的に監督することである。その職務の範囲には、特定建築物が管理基準に従って維持管理されているかを監督することはもちろん、照明や騒音防止など、その他の環境衛生に関する事項の維持管理についても含まれている。
具体的には、次のようなことが挙げられる。
《維持管理業務計画の立案》
1. 年間または長期にわたる衛生的環境の確保のための総合計画
2. 衛生的環境の確保に関する個別計画
3. 空調設備の整備計画
4. 給排水設備の整備計画
5. 空気環境等の測定計画
6. 水質検査実施計画
7. 清掃及びゴミ処理の実施計画
8. ねずみ衛生害虫の点検防除計画
9. 設備、機器等の整備、改修に関する計画（必要経費の検討を含む）
10. 現場技術者に対する講習会、研修会等の企画

《維持管理業務の全般的実施》
1. 帳簿書類（年間管理計画、ビル管理日誌、機械運転の整備日誌等）の整備
2. 計画に基づく施設管理、清掃、ゴミ処理、ねずみ、衛生害虫の点検　等実施状況の監督
3. 建築物の安全管理に関する確認
4. 設備等の点検、整備担当者に対する技術指導
5. 営繕工事の発注及び工事監督

《環境衛生上の維持管理に関する測定又は検査の管理とその評価》
1. 空気環境等の測定実施、データの評価と活用
2. 換気量、換気回数、外気導入量、居室利用形態等の点検
3. 給水栓末端の残留塩素濃度測定、水質基準に基づく水質検査の実施
4. 空調、給排水、ボイラー等、各種機器の整備及び能力の検証
5. 照明、騒音、その他の環境衛生上必要な調査の実施とその評価
6. その他施設の総合的点検と問題点の把握

《是正措置》
1. 帳簿書類の様式の改正及び記載方法の改善
2. 居室利用形態の是正
3. 室内空気環境や飲料水の水質などの問題点の改善
4. 清掃、ゴミ処理等の処理方式の改善
5. 設備・機器等の老朽化、能力低下への対応策の検討及び改善案の作成
6. 所有者などに対する意見具申(改善案の提示)

以上の職務を遂行するために管理技術者は次のことを心がけておく必要がある。
・技術管理の目標、範囲、管理基準等を常に正確に把握しておくこと
・室内環境衛生に関連のある各種の環境要素の衛生的意義を理解しておくこと
・当該特定建築物の建築構造、機械設備の機能等を熟知しておくこと
・管理基準の衛生学的な意義、測定機器の機能、測定結果に対する評価、結果に対する措置等に関する一連の知識を十分に心得ておくこと
管理技術者は日常管理等のデータを積み重ねながら、管理基準を遵守する自主管理体制を推進していかなくてはならない。そして、所有者、管理者、使用者の三者による緊密な連絡調整をとりながら、必要に応じて使用者（テナント）に対する衛生教育を行い、衛生的な環境の確保を図っていくことが職務上肝要となる。

### 建築物環境衛生管理技術者に求められる視点
管理技術者の職務と役割を理解した上で、管理技術者に求められる視点とは、環境衛生上の維持管理に関する測定又は、検査の管理とその評価である。具体的には空気環境測定や水質検査、空調設備の管理、貯水槽・排水槽等の管理、清掃・ゴミ処理、ねずみ・衛生害虫の点検・防除等の実施内容を管理し、それらのデータを評価することであり、その結果、何らかの問題点があれば是正措置を講じることになる。
　衛生管理・健康管理を管轄する厚生労働省による免状である事から、特定建築物＝ヒト・患者、建築物環境衛生管理技術者＝医師の様な関係が成り立つと言える。言い換えると、建築物環境衛生管理技術者免状は特定建築物の医師免許の役割に相当する。

## 国家試験
受験資格のある者が国家試験に合格することによって資格を得る方法である。試験は、例年10月上旬の日曜日に行われている。

### 試験科目及び問題数
- 午前（試験時間3時間）

1.　建築物衛生行政概論（20問）
2.　建築物の環境衛生（25問）
3.　空気環境の調整（45問）
- 午後（試験時間3時間）

4.　建築物の構造概論（15問）
5.　給水及び排水の管理（35問）
6.　清掃（25問）
7.　ねずみ、昆虫等の防除（15問）

### 合格基準
- 合格発表時に日本建築衛生管理教育センターより公表される。例年、7科目の合計で65%以上の正解率、かつ、各科目40%以上の正解率となっている。
- 科目合格制度は無い。

### 受験者数・合格者数・合格率
| 年度           | 受験者数 | 合格者数 | 合格率 |
| -------------- | -------- | -------- | ------ |
| 1994（平成 6） | 6,488人  | 1,140人  | 17.6%  |
| 1995（平成 7） | 6,332人  | 859人    | 13.6%  |
| 1996（平成 8） | 6,498人  | 796人    | 12.2%  |
| 1997（平成 9） | 6,720人  | 1,215人  | 18.1%  |
| 1998（平成10） | 7,053人  | 995人    | 14.1%  |
| 1999（平成11） | 7,623人  | 1,674人  | 22.0%  |
| 2000（平成12） | 7,559人  | 1,680人  | 22.2%  |
| 2001（平成13） | 8,365人  | 1,744人  | 20.8%  |
| 2002（平成14） | 9,031人  | 1,445人  | 16.0%  |
| 2003（平成15） | 9,709人  | 1,895人  | 19.5%  |
| 2004（平成16） | 9,625人  | 947人    | 9.8%   |
| 2005（平成17） | 9,959人  | 3,512人  | 35.3%  |
| 2006（平成18） | 8,632人  | 811人    | 9.4%   |
| 2007（平成19） | 9,489人  | 1,746人  | 18.4%  |

| 年度           | 受験者数 | 合格者数 | 合格率 |
| -------------- | -------- | -------- | ------ |
| 2008（平成20） | 9,312人  | 1,666人  | 17.9%  |
| 2009（平成21） | 9,918人  | 1,827人  | 18.4%  |
| 2010（平成22） | 10,194人 | 1,700人  | 16.7%  |
| 2011（平成23） | 10,241人 | 1,367人  | 13.3%  |
| 2012（平成24） | 10,599人 | 3,467人  | 32.7%  |
| 2013（平成25） | 9,441人  | 1,000人  | 10.6%  |
| 2014（平成26） | 10,095人 | 2,335人  | 23.1%  |
| 2015（平成27） | 9,827人  | 1,861人  | 18.9%  |
| 2016（平成28） | 10,394人 | 2,956人  | 28.4%  |
| 2017（平成29） | 10,209人 | 1,387人  | 13.6%  |
| 2018（平成30） | 11,096人 | 2,339人  | 21.1%  |
| 2019（令和元） | 10,146人 | 1,245人  | 12.3%  |
| 2020（令和 2） | 9,924人  | 1,933人  | 19.5%  |
| 2021（令和 3） | 9,651人  | 1,707人  | 17.7%  |

| 年度           | 受験者数 | 合格者数 | 合格率 |
| -------------- | -------- | -------- | ------ |
| 2022（令和 4） | 9,413人  | 1,681人  | 17.9%  |
| 2023（令和 5） | 8,232人  | 1,804人  | 21.9%  |
| 2024（令和 6） | 7,593人  | 1,759人  | 23.2%  |
| 2025（令和 7） | -人      | -人      | -%     |
| 2026（令和 8） | -人      | -人      | -%     |
| 2027（令和 9） | -人      | -人      | -%     |
| 2028（令和10） | -人      | -人      | -%     |
| 2029（令和11） | -人      | -人      | -%     |
| 2030（令和12） | -人      | -人      | -%     |
| 2031（令和13） | -人      | -人      | -%     |
| 2032（令和14） | -人      | -人      | -%     |
| 2033（令和15） | -人      | -人      | -%     |
| 2034（令和16） | -人      | -人      | -%     |
| 2035（令和17） | -人      | -人      | -%     |

### 受験資格
厚生労働省令で定められた建築物の用途部分において、同省令の定める実務に2年以上従事した者（現在、受験手続時に公表されている建築物の用途及び実務内容は下記のとおり）
実務に従事した建築物の用途
- 興行場（映画館、劇場等）、百貨店、集会場（公民館、結婚式場、市民ホール等）、図書館、博物館、美術館、遊技場（ボウリング場等）
- 店舗、事務所
- 学校（研修所を含む）
- 旅館、ホテル
- その他の類する建築物
  - 多数の者の使用、利用に供される用途で、かつ、衛生的環境も類似しているもの（老人ホーム、保育所、病院等は特定建築物ではないが受験資格として認められている）

実務内容
- 建築物における環境衛生上の維持管理に関する実務
  - 空気調和設備管理
  - 給水・給湯設備管理
  - 排水設備管理（浄化槽法第2条第1号に規定する浄化槽の維持管理を含む）
  - ボイラー設備管理
  - 電気設備管理（変電、配電等のみの業務を除く）
  - 清掃、廃棄物処理
  - ねずみ、昆虫等の防除

修理専業、アフターサービスとしての巡回などは実務に該当しない。
受験資格について疑問がある場合は関係機関に問い合わせること（厚生労働省の窓口は健康・生活衛生局、手続きに関しては日本建築衛生管理教育センターへ）

### 試験地
- 札幌市、仙台市、東京都、名古屋市、大阪府、福岡市
- 東京会場は2箇所で行われる場合もある。

## 建築物環境衛生管理技術者講習会
受講資格のある者が103時間の講習を受講し考査試験に合格することによって資格を得る方法である。受講資格条件は、国家試験の受験資格よりも厳しくなっている。
受講期間は約3週間、受講費用は108,800円（平成27年度）。講習実施地域に偏りがあるため、地方在住者は受講しにくい。

### 講習科目及び受講時間
1. 建築物衛生行政概論（12時間）
2. 建築物の構造概論（8時間）
3. 建築物の環境衛生（13時間）
4. 空気環境の調整（26時間）
5. 給水及び排水の管理（20時間）
6. 清掃（16時間）
7. ねずみ、昆虫等の防除（8時間）

合計103時間

### 受講資格
| 区分 | 学歴 | 実務経験   | 実務経験 |
| 区分 | 学歴 | 卒業後年数 | 内容 |
| ---- | --- | ---------- | --- |
| 1    | 大学又は旧大学の理学、医学、歯学、薬学、保健学、衛生学、工学、農学又は獣医学の課程を卒業（文系除)                             | 1年以上    | 特定建築物の用途その他これに類する用途に供される部分の延べ面積がおおむね 3000m2をこえる建築物の当該用途に供される部分において業として行う環境衛生 上の維持管理に関する実務（掃除その他これに類する単純労務を除く）または、 環境衛生監視員として勤務 |
| 2    | 防衛大学校の理工学の課程を卒業                                                                                                | 1年以上    | 特定建築物の用途その他これに類する用途に供される部分の延べ面積がおおむね 3000m2をこえる建築物の当該用途に供される部分において業として行う環境衛生 上の維持管理に関する実務（掃除その他これに類する単純労務を除く）または、 環境衛生監視員として勤務 |
| 3    | 海上保安大学校を卒業 | 1年以上    | 特定建築物の用途その他これに類する用途に供される部分の延べ面積がおおむね 3000m2をこえる建築物の当該用途に供される部分において業として行う環境衛生 上の維持管理に関する実務（掃除その他これに類する単純労務を除く）または、 環境衛生監視員として勤務 |
| 4    | 短期大学又は、高等専門学校又は旧専門学校の理学、医学、歯学、薬学、 保健学、衛生学、工学、農学又は獣医学の課程を卒業（文系除） | 3年以上    | 特定建築物の用途その他これに類する用途に供される部分の延べ面積がおおむね 3000m2をこえる建築物の当該用途に供される部分において業として行う環境衛生 上の維持管理に関する実務（掃除その他これに類する単純労務を除く）または、 環境衛生監視員として勤務 |
| 5    | 高等学校又は旧中等学校の工業に関する学科を卒業                                                                                | 5年以上    | 特定建築物の用途その他これに類する用途に供される部分の延べ面積がおおむね 3000m2をこえる建築物の当該用途に供される部分において業として行う環境衛生 上の維持管理に関する実務（掃除その他これに類する単純労務を除く）または、 環境衛生監視員として勤務 |
| 6    | 学校教育法第56条の規定により大学に入学することができる者、または旧中等学校を卒業（大学又は短大の文科系も含む）                | 5年以上    | 同上の実務（掃除その他これらに類する単純労務を含む）に従事する者を指導 監督した経験または、環境衛生監視員として勤務 |

- 大学または短期大学の文科系卒業は受講資格一覧表の6に該当する。
- 専修学校（専門学校）、各種学校等は高卒者を入学の対象としたものであっても 受講資格一覧表の4には該当しない。

| 区分  | 免許 | 実務経験                                                                                            | 実務経験                                                                                                |
| 区分  | 免許 | 免許等の取得後年数                                                                                  | 内容 |
| ----- | --- | --------------------------------------------------------------------------------------------------- | --- |
| 7     | 医師 | 必要なし                                                                                            | 必要なし                                                                                                |
| 8     | 一級建築士                                                                                                   | 必要なし                                                                                            | 必要なし                                                                                                |
| 9     | 技術士の機械、電気・電子、水道、又は衛生工学部門の登録を受けた者                                             | 必要なし                                                                                            | 必要なし                                                                                                |
| 10(1) | 第一種冷凍機械責任者免状                                                                                     | 1年以上                                                                                             | 1に同じ                                                                                                 |
| 10(2) | 第二種冷凍機械責任者免状                                                                                     | 2年以上                                                                                             | 1に同じ                                                                                                 |
| 11    | 臨床検査技師又は衛生検査技師の免許                                                                           | 2年以上                                                                                             | 1に同じ                                                                                                 |
| 12(1) | 第一種電気主任技術者免状又は第二種電気主任技術者免状                                                         | 1年以上                                                                                             | 1に同じ                                                                                                 |
| 12(2) | 第三種電気主任技術者免状                                                                                     | 2年以上                                                                                             | 1に同じ                                                                                                 |
| 13    | 衛生管理者免許（学校教育法第56条の規定により大学に入学することができる者、又は旧中等学校を卒業した者に限る） | 5年以上                                                                                             | 同上（1,000人以上の労働者を使用する事業場において専任の衛生管理者として 当該実務に従事したことを要する) |
| 14(1) | 特級ボイラー技士免許                                                                                         | 1年以上                                                                                             | 1に同じ                                                                                                 |
| 14(2) | 一級ボイラー技士免許                                                                                         | 4年以上                                                                                             | 1に同じ                                                                                                 |
| 15    | 厚生労働大臣が上記各号に掲げるものと同等以上の学歴及び実務の経験又は 知識及び技能を有すると認める者          | 厚生労働大臣が上記各号に掲げるものと同等以上の学歴及び実務の経験又は 知識及び技能を有すると認める者 | 厚生労働大臣が上記各号に掲げるものと同等以上の学歴及び実務の経験又は 知識及び技能を有すると認める者     |